# Воробіївка (Скориківська сільська громада)
Воробі́ївка — село в Україні, у Скориківській сільській громаді,   Тернопільського району, Тернопільської області. 
До 2015 року було адміністративним центром Воробіївської сільської ради, якій підпорядковувалися села Медин, Пеньківці, Просівці. Від вересня 2015 року ввійшло у склад Скориківської сільської громади. Розташоване на сході району.
Населення — 252 особи (2003).

## Географія
Селом протікає річка Безіменна.

## Історія
Перша писемна згадка датується 1785 роком.
До 1939 діяли місцеві філії товариств «Просвіта», «Сільський господар», «Союз українок».
Від липня 1941 до березня 1944 — під німецькою окупацією.
12 червня 2020 року, відповідно до розпорядження Кабінету Міністрів України  № 724-р «Про визначення адміністративних центрів та затвердження територій територіальних громад Тернопільської області», село увійшло до складу Скориківської селищної громади.
19 липня 2020 року в результаті адміністративно-територіальної реформи та ліквідації Підволочиського району, село увійшло до складу новоствореного Тернопільського району.

## Релігія
- церква Різдва Пресвятої Богородиці (1899, ПЦУ).

## Пам'ятники
Споруджено пам'ятник воїнам-односельцям, полеглим у німецько-радянській війні (1969), встановлено пам'ятний хрест на честь проголошення незалежності України.

## Соціальна сфера
Діють загальноосвітня школа І ступеня, Будинок культури, бібліотека, ФАП, 2 торговельних заклади.

## Відомі люди
- Вітошинський Борис (15 червня 1927, с. Воробіївка — 21 липня 2000, м. Ляважоль, Аргентина) — громадський діяч. Вояк дивізії «Галичина», брав участь у боях під Бродами; після 1945 року перебував у таборі військовополонених у Ріміні (Італія). Згодом мешкав у Великій Британії, від 1949 року — в Аргентині. Очолював управу товариства «Просвіта» у Ляважолі та «Просвіту» в Аргентині[3].

## Галерея

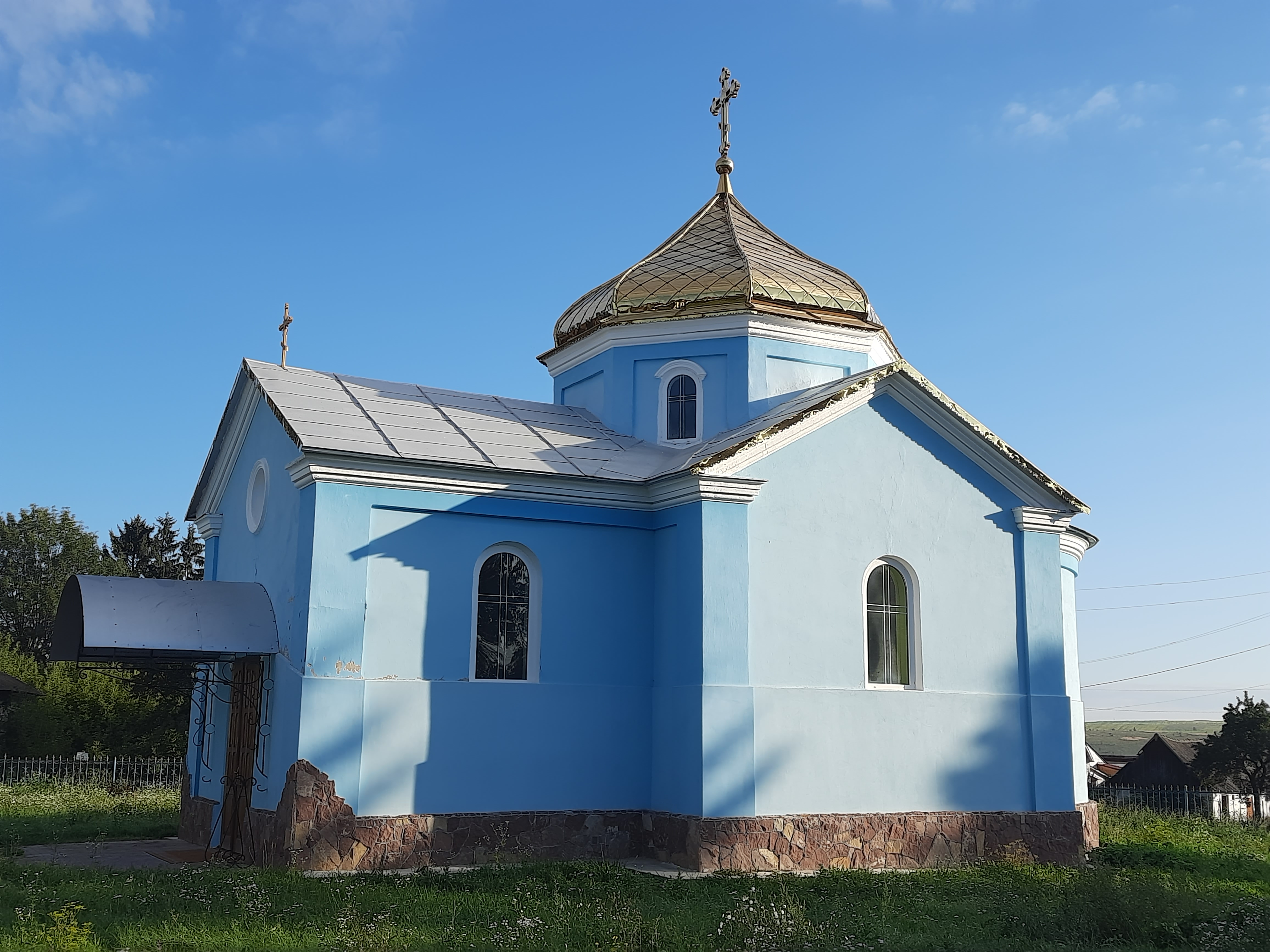
Церква Різдва Пресвятої Богородиці
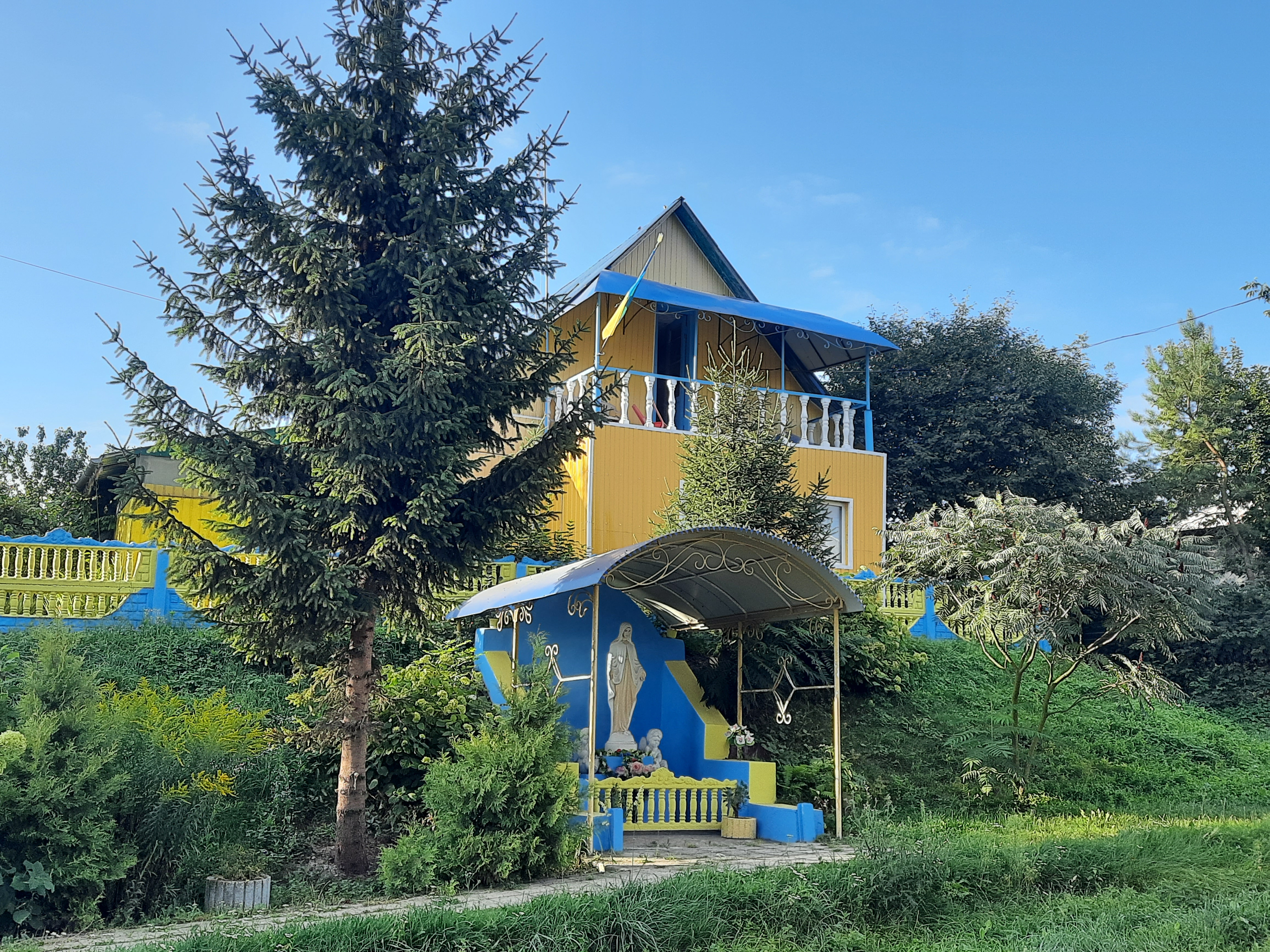
Капличка
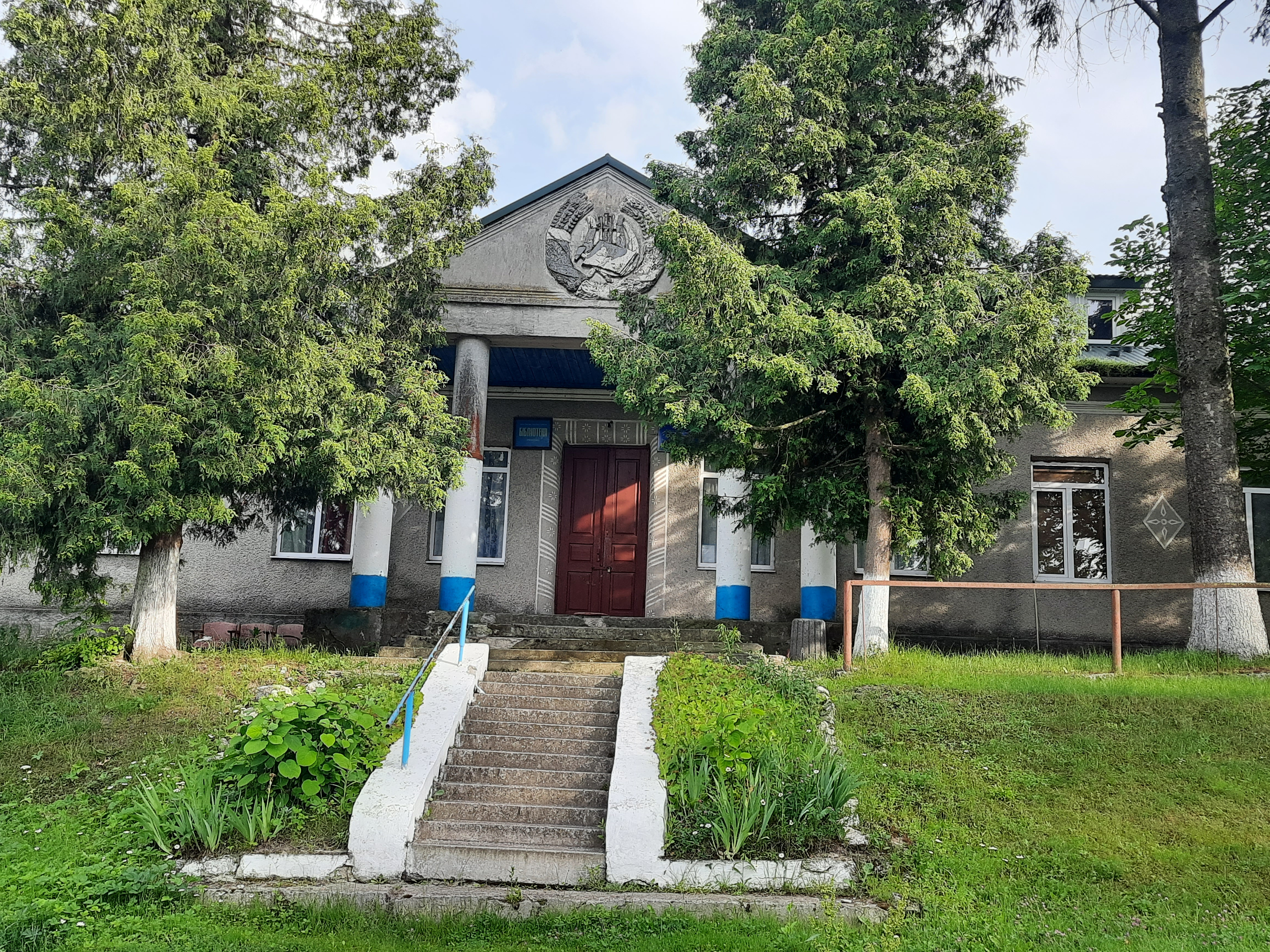
Будинок культури
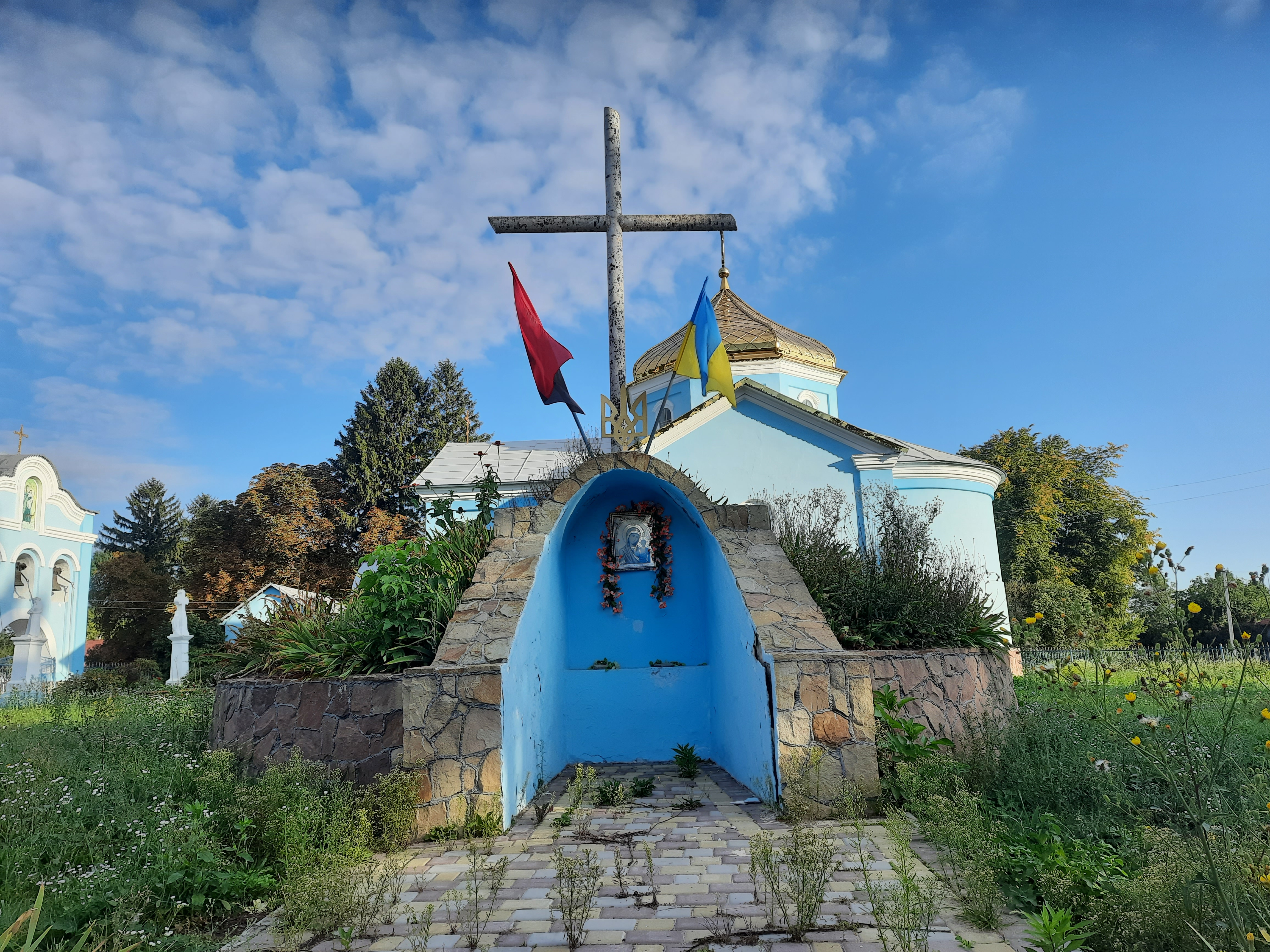
Символічна могила Борцям за волю України
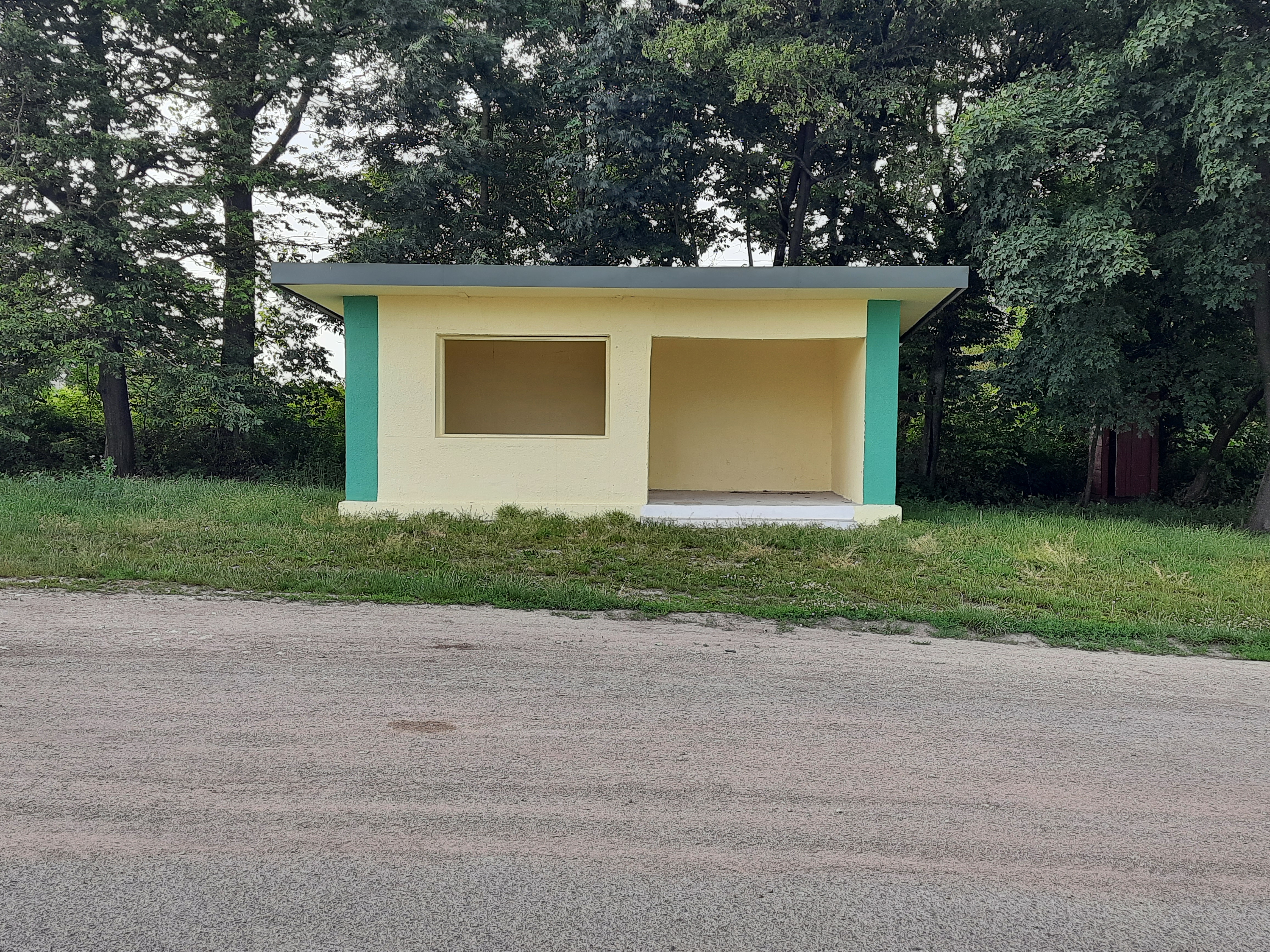
Автобусна зупинка